# Toucan à carène
Ramphastos sulfuratus
Espèce
Répartition géographique
Statut de conservation UICN

 NT A3cd+4cd : Quasi menacé
Statut CITES
Le Toucan à carène (Ramphastos sulfuratus) est une espèce d'oiseaux appartenant à la famille des Ramphastidae. Il est aussi appelé toucan arc en ciel.
Le toucan à carène est doté d'un long bec en forme de banane. Ce bec couvre entièrement le devant de sa face. Il possède un plumage majoritairement noir, à l'exception des joues et une gorge jaune pâle. La taille moyenne de cet oiseau est de 51 cm et son poids varie entre 400 et 500 g. Il peut atteindre 30 à 60 cm d'envergure,.

## Description
Le toucan à carène mesure environ 51 cm pour un poids de 400 à 500 g. Il peut atteindre 30 à 60 cm d'envergure,. Le mâle et la femelle sont identiques.

Le toucan à carène possède un plumage majoritairement noir, à l'exception de ses joues et de sa gorge, qui sont de couleur jaune pâle. Son long bec en forme de banane recouvre entièrement le devant de sa face. Il est vert avec une tâche orange vif sur le côté, une marque bleue sur la mandibule inférieure et du rouge à l'extrémité du bec. Ses pattes zygodactyles sont entièrement bleues.

### Vocalises
Le chant du toucan à carène ressemble à celui d'une grenouille arboricole. Il crie en agitant sa tête dans tous les sens.

## Aire de répartition
Il est présent sur un vaste territoire qui s'étend de l'Est du Mexique au Nord-Ouest du Venezuela.

## Alimentation
Le toucan à carène se nourrit principalement de fruits et de graines, mais il lui arrive aussi de consommer des œufs, des insectes, et même des lézards, des oisillons, des grenouilles et d'autres petits animaux,.

## Comportement
Les toucans à carène vivent en groupes de six à douze individus adultes et s'abritent dans des cavités creusées dans les arbres,,,,.

L'espèce est menacée par la perte des habitats, qui s'est accélérée ces dernières années, et par la chasse et le piégeage pour le commerce des animaux de compagnie (Jones et Griffiths 2020). Elle est donc évaluée comme quasi menacée.

### Reproduction
La femelle pond dans une cavité creusée dans un arbre ou dans un ancien trou de pic. L'éclosion a lieu seize à vingt jours après la ponte des œufs. Les oisillons restent au nid durant huit à neuf semaines, durant lesquelles ils sont élevés par leurs deux parents.

## Systématique

### Sous-espèces
D'après le Congrès ornithologique international, cette espèce est constituée des deux sous-espèces suivantes :
- Ramphastos sulfuratus sulfuratus Lesson, 1830 ; présente dans le sud-est du Mexique, au Bélize, et au nord du Guatemala[3] ;
- Ramphastos sulfuratus brevicarinatus Gould, 1854 ; présente du sud-est du Guatemala au nord de la Colombie et au nord-ouest du Venezuela[3].

## Galerie

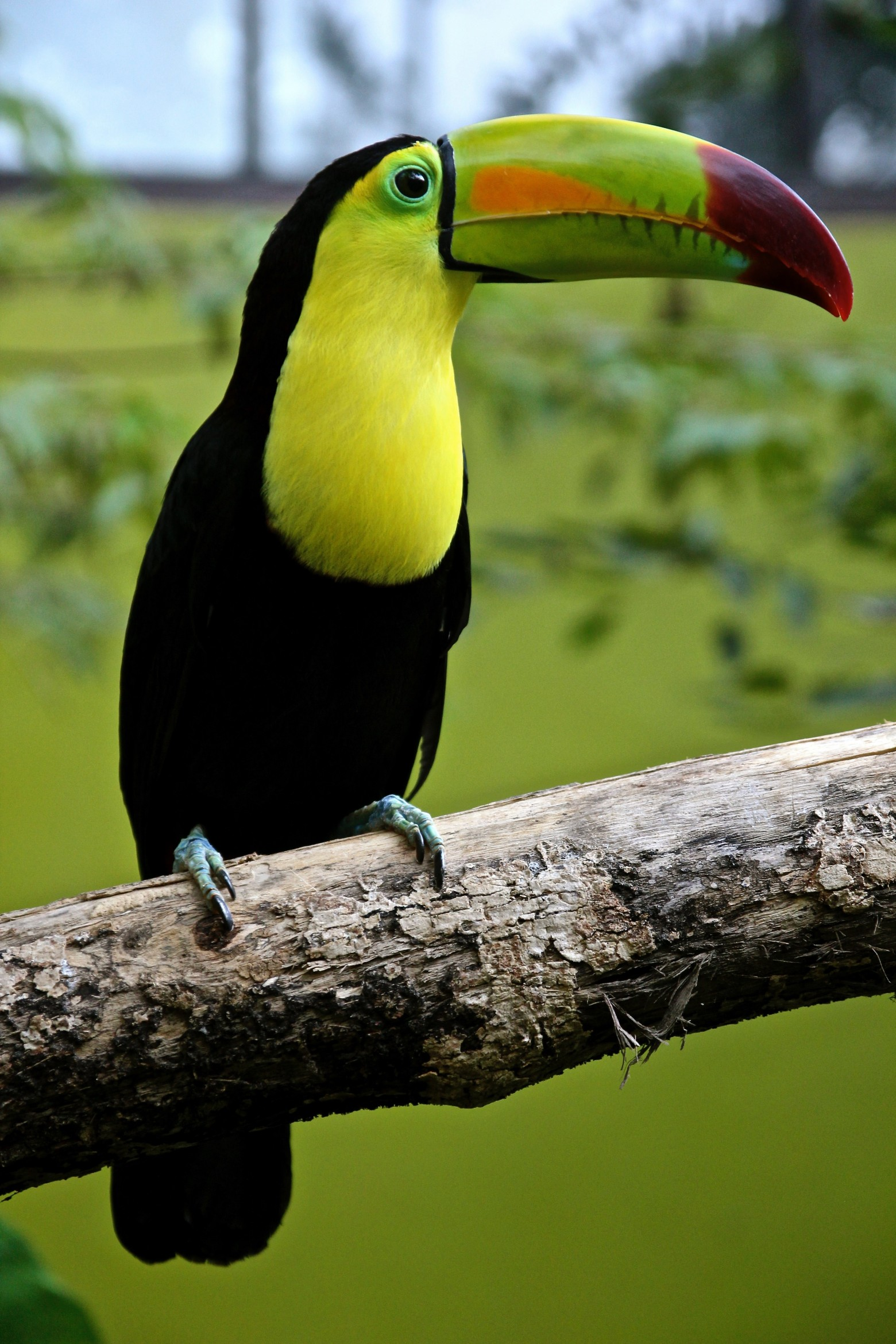
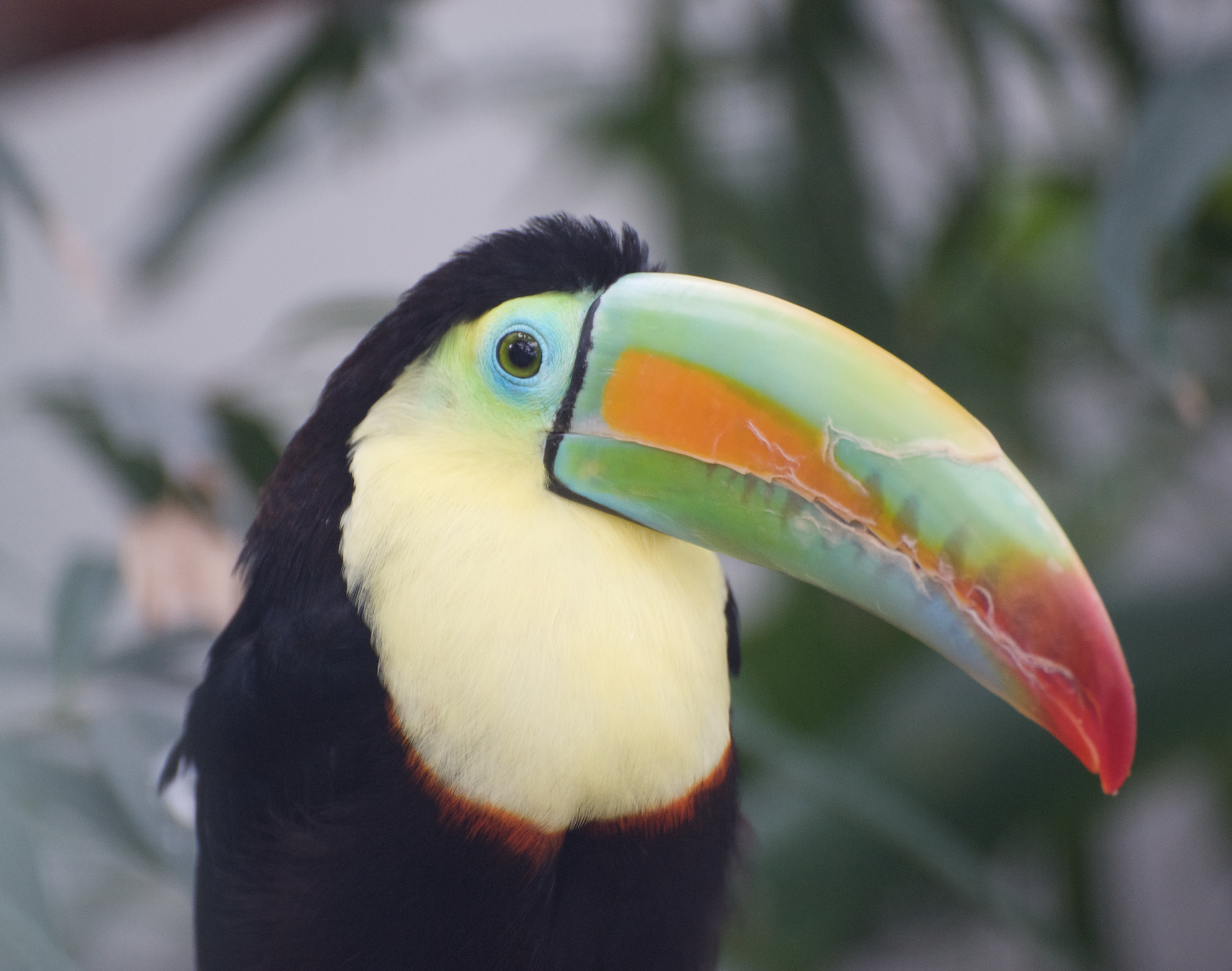
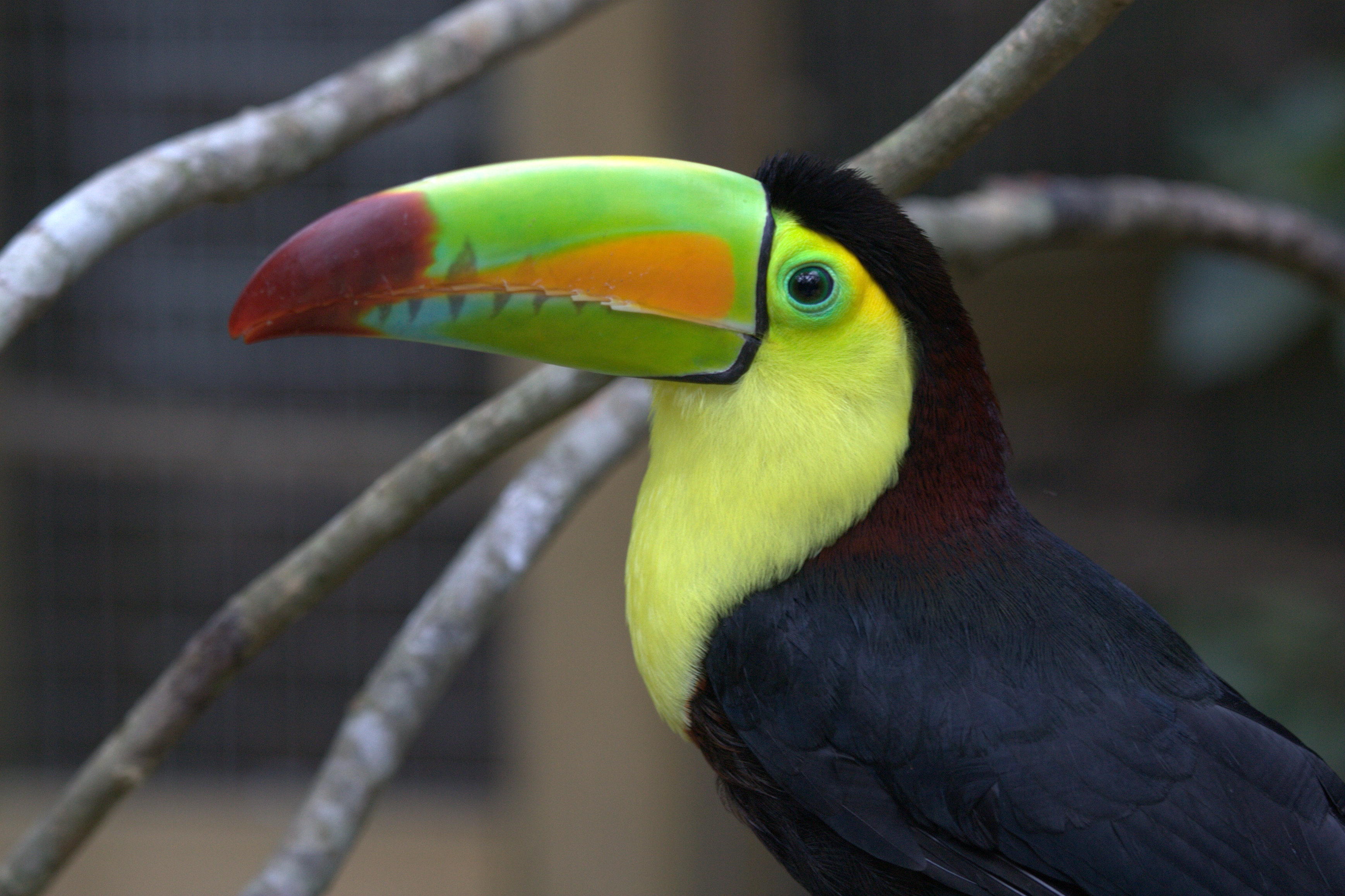
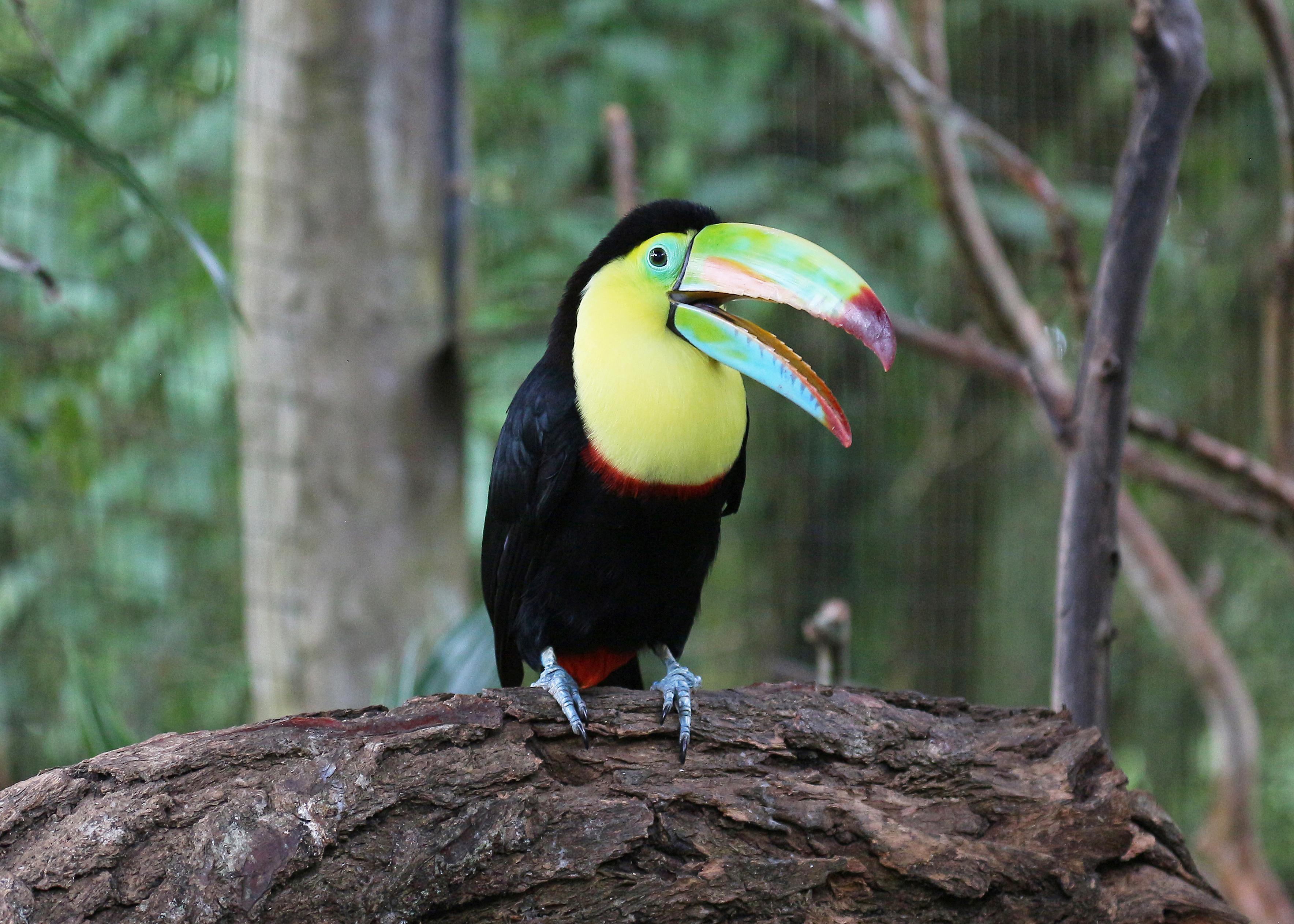
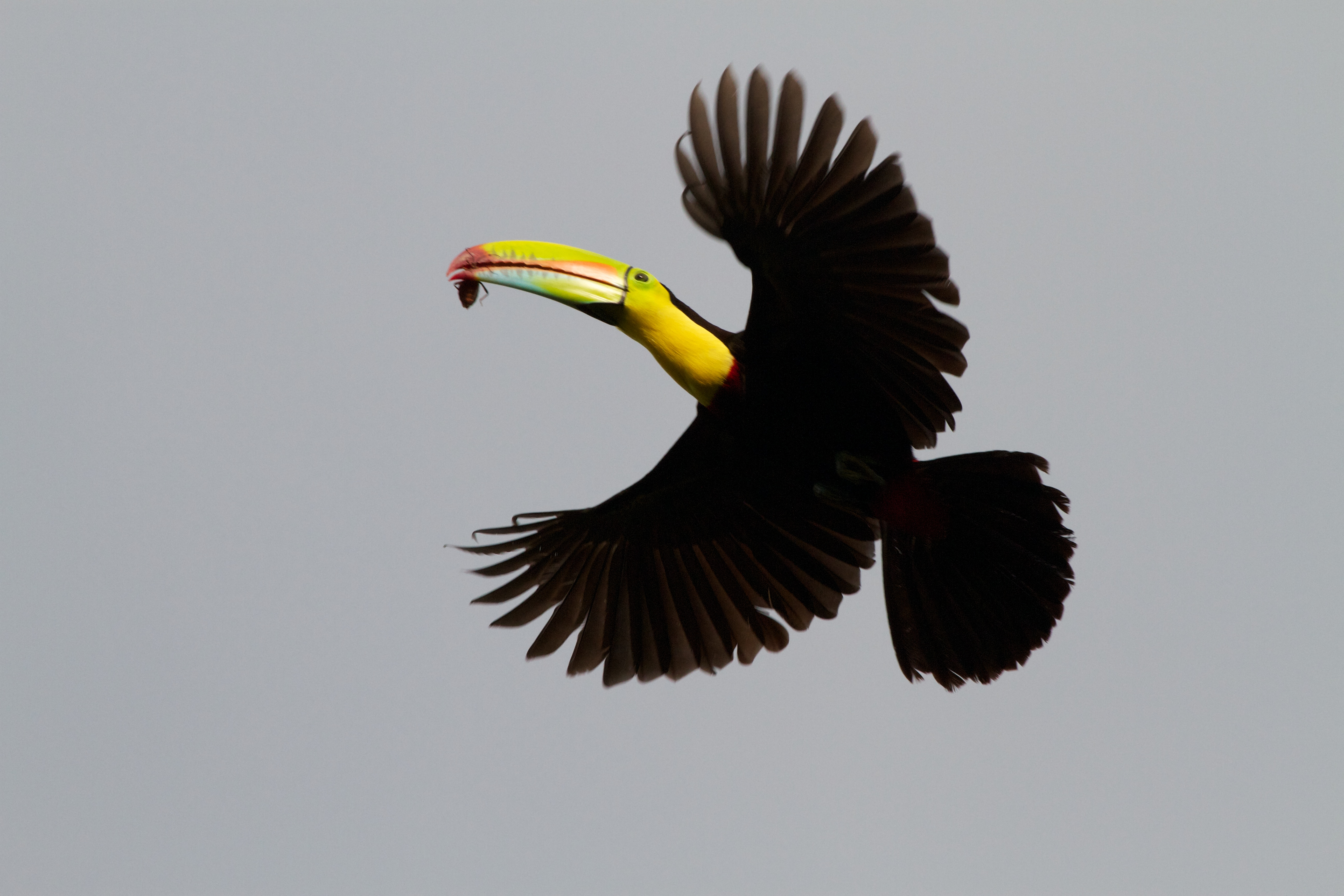